# Distretto di Dumka
Il distretto di Dumka è un distretto del Jharkhand, in India, di 1 754 571 abitanti. Il suo capoluogo è Dumka.